# SMS Nymphe (1899)
Pour les articles homonymes, voir Nymphe (homonymie).
Le SMS Nymphe était un croiseur léger de la Kaiserliche Marine, de classe Gazelle. Modernisé, il fit partie de la Reichsmarine de 1924 à 1929.

## Histoire
La pose de la quille a lieu en novembre 1898 à l'Arsenal Germania dd Kiel. Le lancement se fait le 21 novembre 1899 et la mise en service, le 20 septembre 1900, par le capitaine Hugo Zeye (de).
En janvier 1901, les essais sont arrêtés pour que le SMS Nymphe accompagne le SMY Hohenzollern avec, à son bord, l'empereur Guillaume II qui se rend à l'enterrement de sa grand-mère, la reine Victoria. Il reste du 26 janvier au 5 février à Portsmouth puis va jusqu'au 8 à Sheerness et Flessingue.
En mars, les essais sont finis, mais le navire n'est pas tout de suite intégré. Il sert parfois à accompagner le SMY Hohenzollern. En 1902, il est dans la visite à Nicolas II de Russie à Reval du 6 au 8 août puis à Édouard VII en novembre. En 1903, il se rend du 2 au 6 avril à Copenhague pour Christian IX de Danemark puis va en Scandinavie.
Début 1905, il sert pour les essais de torpilles jusqu'à être remplacé par le SMS München et devient en avril troisième navire-école de l'artillerie pour la formation aux mitrailleuses. Le 31 août, il est percuté durant des manœuvres par le SMS Frithjof (de) et, en raison des dommages, est désarmé à Kiel le 19 septembre 1907. Après réparation, il revient en service le 23 mai 1908 pour remplacer le SMS Medusa, en réparation. Jusqu'au 15 février 1909, son port d'attache est Sønderborg jusqu'à son remplacement par le SMS Stuttgart.
Le 2 août 1914, il est remis en service. Le 1er septembre 1915, il redevient navire-école puis est retiré du service le 1er novembre 1916. Il est alors désarmé et sert à l'exercice des torpilles.
Le vieux navire ne fait pas partie du tribut des dommages de guerre. Il est transféré en novembre 1920 de Kiel à Wilhelmshaven et est modernisé en novembre 1922 par le Kriegsmarinewerft. Le 30 novembre 1924, il revient pour devenir le navire amiral des éclaireurs en mer Baltique. En juin 1925, il fait une tournée en Norvège puis en 1926, en Atlantique et en Méditerranée à Cadix, Port Mahon, Malaga et Vigo. En automne, il reste à Skagen. En 1927, il subit des dommages après une tempête en mer de Gascogne et est réparé à Ferrol. Ensuite il va à Santa Cruz de Tenerife, Las Palmas de Gran Canaria, Lanzarote, Horta, Ponta Delgada, Séville et Cadix. En 1928, il est de nouveau en Norvège et à Skagen.
Le 16 avril 1926, il est définitivement retiré du service et est remplacé par le Königsberg. Il sert brièvement de logement puis retiré de la liste des navires de guerre en 1931 et abandonné à Hambourg en 1932.

## Commandement
| 20 septembre 1900 au mars 1901         | Kapitän zur See Hugo Zeye (de)                                    |
| Mars 1901 au 30 septembre 1901         | Korvettenkapitän / Fregattenkapitän Georg Friedrich Scheibel (de) |
| 1er octobre 1901 au septembre 1902     | Korvettenkapitän Günther von Krosigk (de)                         |
| Septembre au octobre 1902              | Capitaine-lieutenant Albertus Petruschky                          |
| Octobre 1902 au janvier 1903           | Korvettenkapitän Walter Voit                                      |
| Janvier au février 1903                | Capitaine-lieutenant Willibald Grauer (de) (in Vertretung)        |
| Février au octobre 1903                | Korvettenkapitän Walter Voit                                      |
| Octobre au décembre 1903               | Korvettenkapitän Wilhelm Sthamer                                  |
| Décembre 1903 au février 1904          | Capitaine-lieutenant Willibald Grauer                             |
| Février au septembre 1904              | Korvettenkapitän Wilhelm Sthamer                                  |
| Septembre 1904 au janvier 1905         | Korvettenkapitän Leberecht Maass                                  |
| Janvier au mars 1905                   | Fregattenkapitän / Kapitän zur See Ernst Schäfer                  |
| Mars au septembre 1905                 | Korvettenkapitän Karl Behm (de)                                   |
| Septembre au novembre 1905             | Capitaine-lieutenant Paul Siewert (de)                            |
| Novembre 1905 au janvier 1906          | Fregattenkapitän Wilhelm Schäfer                                  |
| Janvier au septembre 1906              | Korvettenkapitän / Capitaine de frégate Karl Behm                 |
| Octobre 1906 au 19 septembre 1907      | Korvettenkapitän Heinrich Trendtel (de)                           |
| 23 mai 1908 au novembre 1908           | Capitaine de frégate Paul Jantzen                                 |
| novembre au décembre 1908              | Capitaine-lieutenant Kurt von Grumbkow                            |
| Décembre 1908 au 15 février 1909       | Korvettenkapitän Max Werner                                       |
| 2 août 1914 au janvier 1915            | Fregattenkapitän Ernst Ewers                                      |
| Janvier au août 1915                   | Fregattenkapitän comte Erich von Zeppelin (de)                    |
| Août au septembre 1915                 | Capitaine-lieutenant Friedrich Wolf                               |
| Septembre 1915 au septembre 1916       | Korvettenkapitän Walter Holtzapfel (de)                           |
| Septembre au octobre 1916              | Korvettenkapitän Hermann Schantz                                  |
| Octobre 1916 au 1 November 1916        | Korvettenkapitän Bruno Hintze                                     |
| 30 novembre 1924 au 9 janvier 1925     | Kapitän zur See Ernst Bindseil (de)                               |
| 10 janvier 1925 au 20 septembre 1926   | Fregattenkapitän Georg Kleine (de)                                |
| 21 septembre 1926 au 29 septembre 1928 | Fregattenkapitän / Kapitän zur See Fritz Conrad (de)              |
| 3 octobre 1928 au 16 avril 1929        | Fregattenkapitän Wolf von Trotha (de)                             |